# 丹麦边界

丹麦的专属经济区。以顺时针方向，依次与挪威、瑞典、波兰、德国、荷兰和英国相接。

丹麦专属经济区（含海外领土）

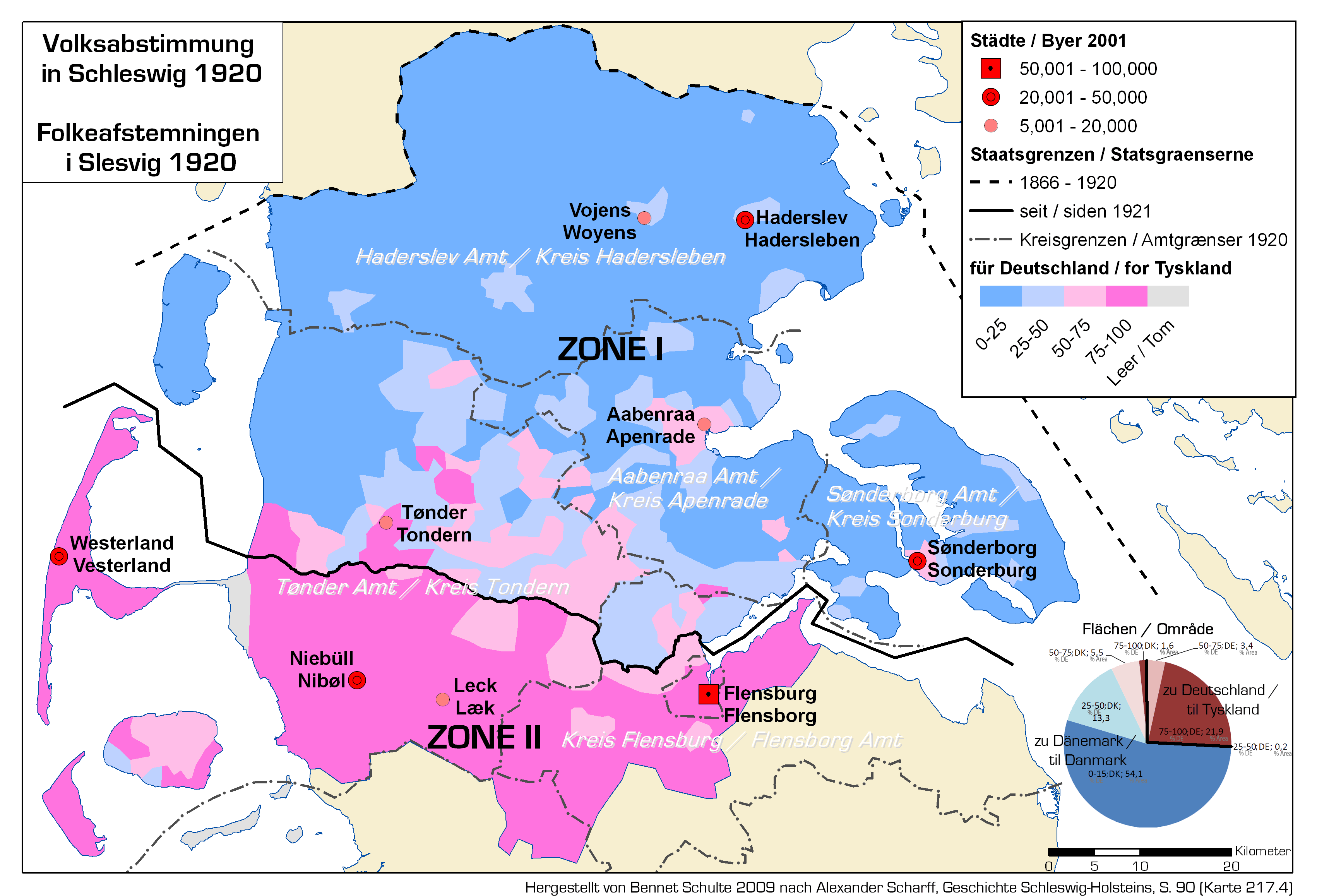
1920年石勒苏益格公投结果。1920年丹麦与德国的边界与公投结果中第1区和第2区的界线几乎相同。

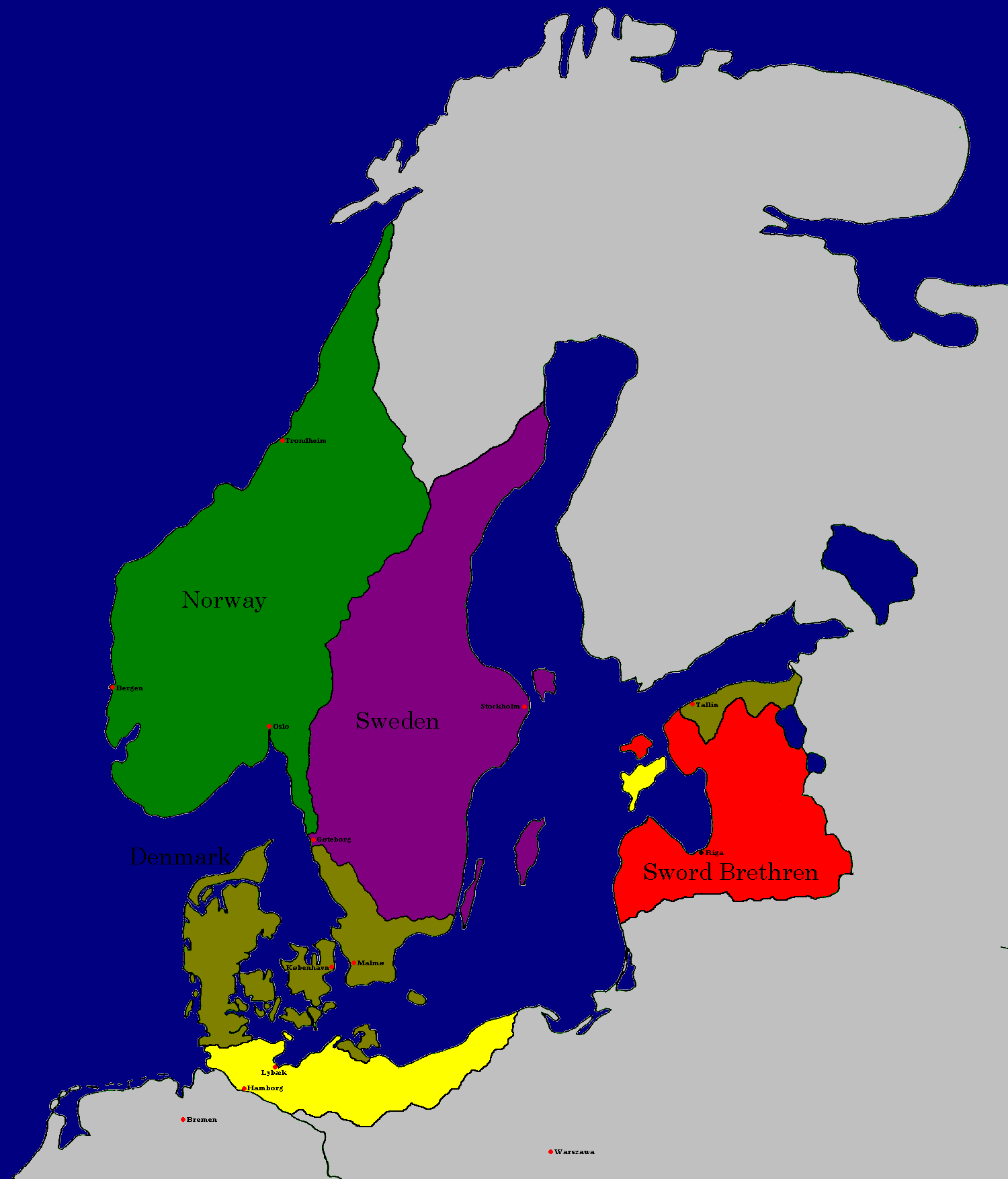
中世纪的斯堪的纳维亚

丹麦王国（丹麥語：Kongeriget Danmark）自1920年以来就基本以现有领土的形式存在，尽管其与加拿大的最后一次领土争端直至2022年6月14日才结束。
丹麦王国的以前唯一陆地边界是丹麦本土与德国的边界，该边界长约为68（42英里）；而随着与加拿大解决了汉斯岛的主权归属问题后，丹麦王国的构成国格陵兰与加拿大平分汉斯岛，因此丹麦现在与加拿大也有一条长约1.2（0.75英里）的陆地边界。而与瑞典的领海（即20海里（37）区）边界沿厄勒海峡划分，长度约115（71英里）。而丹麦在波罗的海的边界则分别和联邦德国、瑞典于1980年代划定；而和波兰则在2018年划定。
丹麦王国（含丹麦本土、格陵兰和法罗群岛）的专属经济区（即200海里（370）区）与挪威、瑞典、波兰、德国、荷兰、英国、冰岛和加拿大相接。

## 边界历史
随着卡尔马联盟在1523年解体，瑞典与丹麦－挪威分别成为独立国家。而直到1658年，现属于瑞典的旧省斯科讷、布莱金厄和布胡斯（1645年前属于哈兰）都还属于丹麦，因此当时的丹麦－瑞典边界横跨现在的瑞典南部。但后来根据《罗斯基勒条约》，这些地区在1645年和1658年分别被割让给瑞典；两国最后以厄勒海峡确定为国界。而现在挪威－瑞典边界则与丹麦－挪威和瑞典的边界一致，直至1814年丹麦－挪威解体为丹麦和挪威两国独立国家。根据《基尔条约》，丹麦保留了对格陵兰、冰岛和法罗群岛的占有。1918年，冰岛与挪威联合成为一个共主邦联王国；但冰岛随后又在1944年宣布独立并成为一个共和国。
石勒苏益格-荷尔斯泰因问题在19世纪德意志统一的大背景下而变得尖锐起来。在普丹战争之后，根据《1864年维也纳合约》的规定，石勒苏益格被划归给普鲁士并在1866年建制为石勒苏益格-荷尔斯泰因省。而随着德国在第一次世界大战中的战败，根据1920年2月和3月举行的石勒苏益格公投结果，石勒苏益格地区分裂成两块分别归属丹麦和德国；这也成为目前的丹麦－德国边界。
丹麦与南日德兰半岛（即北石勒苏益格）的合并被写入丹麦法律并于1920年7月9日签署生效。 在接下来的几个月里，一个国际委员会划定了丹麦与德国的新边界。1922年的丹麦－德国协约解决了与边界维护、弗伦斯堡峡湾捕鱼、边界上部分维兹河堤坝以及新边界上各社区的地方事务等问题。
第二次世界大战期间，丹麦于1940年到1945年被纳粹德国所占领。但在战前，两国的边界并没有发生什么改变。
1958年北欧护照联盟的成立取消了北欧国家之间的护照检查；然而直至《申根既有规范》在2001年生效之前，丹麦与其他北欧国家间的海关检查依然有效。随着2015年欧洲移民危机的加剧，瑞典开始收紧本国边界；它要求承运人在丹麦－瑞典边界的丹麦一侧进行身份检查，并同时保留瑞典境内的边境管制。作为对瑞典政策的反应，丹麦也加强了对德国边界的控制。

## 地理概况
- 丹麦－德国边界（英语：Denmark–Germany border）位于德国石勒苏益格-荷尔斯泰因与丹麦本土原南日德兰郡（现属南丹麦大区）接壤的地方，全长约68（42英里）。

- 丹麦的领海沿厄勒海峡与瑞典相接，边界（英语：Denmark–Sweden border）全长约115（71英里）。

- 丹麦与挪威之间的专属经济区界线沿着斯卡格拉克海峡、法罗群岛（隶属于丹麦王国）与挪威之间的北海海域以及北极地区的格陵兰（隶属于丹麦王国）和斯瓦尔巴（隶属于挪威）之间的海域延伸。

- 丹麦与冰岛间的专属经济区界线则沿着丹麦海峡、格陵兰与冰岛之间海域及法罗群岛与冰岛之间海域延伸。

- 汉斯岛是位于内尔斯海峡内的一个岛屿，曾是格陵兰、丹麦王国和加拿大之间的领土争端区域。2022年6月14日，丹麦王国代表格陵兰与加拿大同意平分此岛，就此结束长达数十年的领土纷争。[6]